# The Big Hat
The Big Hat (někdy zkráceně jen Big Hat) je sportovní hala vybudovaná v japonském Naganu, ve které se hrály zápasy v ledním hokeji během zimních olympijských her, jež se zde konaly v roce 1998. Zbudován je v tamním parku Wakasato a stal se první dokončenou stavbou budovanou pro soutěže her, když jej hotový předala stavební společnost investorovi 31. března 1995. Svůj název hala – v českém překladu „Velký klobouk“ – dostala podle svého tvaru.
Objekt má celkem pět podlaží, z nichž se čtyři nacházejí nad zemí a jedno pod úrovní okolního povrchu. Celá stavba stojí na ploše o rozloze přibližně 25 tisíc metrů čtverečních. Strop měla mírně zaoblený a budova nesměla převyšovat výšku staveb ve svém okolí. To způsobilo, že se do haly na zápasy olympijského turnaje vešlo pouze deset tisíc diváků. Po olympijských hrách byl počet diváků snížen, takže se dovnitř do prvního, druhého a třetího patra v součtu vejde nejvýše pět tisíc diváků.
V hale se po čas olympijských her nacházelo kluziště o rozměrech 60 krát 30 metrů, přičemž delší z rozměrů mělo kluziště ve směru od severu na jih, kratší pak od východu k západu. Pod ním se nacházela síť potrubí, kterou se na příslušná místa dopravovala nemrznoucí směs chlazená amoniakem na teplotu přibližně −9 °C. Následně byla plocha několikrát kropena vodou, než vznikla ledová krusta o tloušťce 8 centimetrů.
Stadion byl otevřen 10. prosince 1995 slavností, při níž po ledové ploše jezdili jak dospělí, tak studenti místních škol. Studenti navíc mezi sebou uspořádali sportovní klání v ledním hokeji, což pořádání olympijských her mezi místními obyvateli ještě více zpopularizovalo.
Olympijský turnaj ve sportovním stánku Big Hat vrcholil finálovým zápasem, ve kterém reprezentanti České republiky porazili brankou Petra Svobody výběr Ruska v poměru 1:0 a získali zlaté medaile. Když hry skončily, změnilo se využití haly a konají se v ní koncerty, konference nebo veřejná setkání.